# 설성면
설성면(雪星面)은 대한민국 경기도 이천시의 남쪽에 위치한 면이다. 모가면의 아래쪽으로 장호원읍의 서쪽에 위치해 있다.

## 개요
장호원읍과 설성면의 경계를 이루는 설성산은 산 정상에 ‘설성’(雪城)이라 불리는 성이 있어 설성산이라는 이름을 얻게 되었다고 한다. ‘설성’이라는 명칭이 생기게 된 유래는 신라가 성 쌓을 마땅한 곳을 물색하기 위해 이천지방의 여러 산을 헤메다가 설성산에 와서보니 이상하게도 지금의 성이 쌓여진 자리에만 돌아가며 띠를 두른 듯 흰눈이 내려 있으므로 눈의 자취를 따라 성을 쌓고는 이름을 ‘설성’이라 했던 것이다.
1910년에 경기도 음죽군 원북면과 근북면으로 편제되었고, 1914년 행정구역 개편시 이천군 설성면으로 개칭되었다. 1996년 법률 제4994호로 이천시로 승격하면서, 이천시 설성면이 되었다.

## 법정리
- 금당리(金堂里): 설성면 행정복지센터 소재지
- 대죽리(大竹里)
- 상봉리(上峰里)
- 수산리(樹山里)
- 송계리(松界里)
- 신필리(新筆里)
- 암산리(岩山里)
- 자석리(自石里)
- 장능리(長陵里)
- 장천리(長泉里)
- 제요리(諸蓼里)
- 행죽리(行竹里)

## 교육
- 설성초등학교
- 장천초등학교
- 경남중학교
- 이천세무고등학교

## 관광
- 성호호수 연꽃단지
- 노승산
- 자석리 석불입상 - 경기도 문화재자료 제41호
- 전파연구소 이천분소, 위성감시센터